# Championnat de Guinée-Bissau de football 1983-1984
Navigation
Édition précédente Édition suivante
La saison 1983-1984 du Championnat de Guinée-Bissau de football est la dixième édition de la Primeira Divisião, le championnat de première division en Guinée-Bissau. Seize équipes se retrouvent au sein d'une poule unique où elles s'affrontent à deux reprises. Il n'y a ni promotion, ni relégation en fin de saison.
C'est le club de Sporting Clube de Bissau, tenant du titre, qui remporte à nouveau la compétition en terminant en tête du classement final, avec un seul point d'avance sur l'UDI Bissau et onze sur un duo composé du Sporting Clube de Bafatá et de l'Estrela Negra de Bissau. Il s'agit du second titre de champion de Guinée-Bissau de l'histoire du club.

## Les clubs participants
- Sporting Clube de Bissau
- UDI Bissau
- Sport Bissau e Benfica
- Ténis Clube de Bissau
- Desportivo de Gabú
- Clube de Futebol "Os Balantas"
- Ajuda Sport de Bissau
- Estrela Negra de Bolama
- Desportivo Recreativo Cultural de Farim
- Bula Futebol Clube
- Futebol Clube de Cantchungo
- Futebol Clube de Tombali
- Estrela Negra de Bissau
- Futebol Clube de Quinara
- Atlético Clube de Bissorã
- Sporting Clube de Bafatá

## Compétition

### Classement
Le classement est établi sur le barème de points suivant : victoire à 2 points, match nul à 1, défaite à 0.
| Rang | Équipe                                  | Pts | J  | G  | N  | P  | Bp | Bc | Diff |
| ---- | --------------------------------------- | --- | -- | -- | -- | -- | -- | -- | ---- |
| 1    | Sporting Clube de BissauT               | 50  | 30 | 23 | 4  | 3  | 81 | 23 | +58  |
| 2    | UDI BissauC                             | 49  | 30 | 23 | 3  | 4  | 69 | 25 | +44  |
| 3    | Sporting Clube de Bafatá                | 39  | 29 | 15 | 9  | 5  | 56 | 30 | +26  |
| 4    | Estrela Negra de Bissau                 | 39  | 29 | 16 | 7  | 6  | 31 | 13 | +18  |
| 5    | Futebol Clube de Cantchungo             | 33  | 29 | 13 | 7  | 9  | 45 | 32 | +13  |
| 6    | Bula Futebol Clube                      | 33  | 27 | 13 | 7  | 7  | 43 | 21 | +22  |
| 7    | Ténis Clube de Bissau                   | 33  | 30 | 11 | 11 | 8  | 42 | 39 | +3   |
| 8    | Sport Bissau e Benfica                  | 29  | 29 | 10 | 9  | 10 | 44 | 41 | +3   |
| 9    | Desportivo Recreativo Cultural de Farim | 27  | 28 | 9  | 9  | 10 | 38 | 41 | -3   |
| 10   | Clube de Futebol "Os Balantas"          | 26  | 29 | 9  | 8  | 12 | 43 | 47 | -4   |
| 11   | Ajuda Sport de Bissau                   | 23  | 29 | 8  | 7  | 14 | 33 | 46 | -13  |
| 12   | Estrela Negra de Bolama                 | 21  | 28 | 8  | 5  | 15 | 46 | 46 | 0    |
| 13   | Desportivo de Gabú                      | 21  | 29 | 6  | 9  | 14 | 26 | 44 | -18  |
| 14   | Futebol Clube de Tombali                | 20  | 30 | 7  | 6  | 17 | 34 | 58 | -24  |
| 15   | Atlético Clube de Bissorã               | 11  | 29 | 4  | 3  | 22 | 31 | 87 | -56  |
| 16   | Futebol Clube de Quinara                | 10  | 29 | 2  | 6  | 21 | 20 | 64 | -44  |

|  | Qualification pour la Coupe des clubs champions africains 1985 |
|  | Qualification pour la Coupe de l'UFOA 1985                     |
|  | T : Tenant du titre C : Vainqueur de la Coupe de Guinée-Bissau |

## Bilan de la saison
| Championnat de Guinée-Bissau de football 1983-1984 |                                     |
| Champion                                           | Sporting Clube de Bissau (2e titre) |
| Coupes et trophées                                 |                                     |
| Vainqueur de la Coupe de Guinée-Bissau 1983-1984   | UDI Bissau                          |
| Qualifications continentales                       |                                     |
| Coupe des clubs champions africains 1985           | Sporting Clube de Bissau            |
| Coupe des Coupes 1985                              | Aucun                               |
| Coupe de l'UFOA 1985                               | UDI Bissau                          |
| Promotions et relégations                          |                                     |
| Promus en Primeira Divisião                        | Aucun                               |
| Relégués en Segunda Divisião                       | Aucun                               |